# لی یونگ جون
لی یونگ جون (Lee Eung-jun) (Hangul 이응준؛ متولد ۱۹۷۰) نویسنده کره جنوبی است.
آغاز کار او به عنوان یک رمان‌نویس بود. همچنین فیلمنامه می‌نویسد و کارهای خود را کارگردانی می‌کند. استعداد سینمایی او در رمان‌هایش منعکس شده‌است.
لی یونگ جون در سال ۱۹۷۰ در سئول کره جنوبی به دنیا آمد. او مدرک لیسانس و فوق لیسانس خود را در ادبیات آلمانی و مدرک دکترا را در رشته ادبیات کره در دانشگاه هانیانگ دریافت کرد.
لی فیلمی به مدت ۴۰ دقیقه به نام درخت لیمو نوشت و کارگردانی کرد که در جشنواره بین‌المللی فیلم آسیایی آمریکایی نیویورک و جشنواره بین‌المللی فیلم کوتاه پاریس به نمایش درآمد.

## آثار
داستان
۱. 『소년을 위한 사랑의 해석』، 문학과지성사، ۲۰۱۷.
تعبیر عشق برای پسران. Moonji، ۲۰۱۷.
۲. 『영혼의 무기』، 비채، ۲۰۱۷년،شابک ‎۹۷۸۸۹۳۴۹۷۲۴۰۲
سلاح روح. ویچه، ۲۰۱۷.
۳. 『약혼』، 문학동네، ۲۰۱۴년،شابک ‎۹۷۸۸۹۵۴۶۲۵۲۵۸
نامزدی. Munhakdongne، ۲۰۱۴.
۴. 『밤의 첼로』، 민음사، ۲۰۱۳년،شابک ‎۹۷۸۸۹۳۷۴۸۷۳۰۹
ویولن سل شب. مینومسا، ۲۰۱۳.
۵. 『느릅나무 아래 숨긴 천국』، 시공사، ۲۰۱۳년،شابک ‎۹۷۸۸۹۵۲۷۶۳۹۵۲
بهشت پنهان در زیر درخت سنجد. Sigongsa، ۲۰۱۳.
۶. 『내 연애의 모든 것』، 민음사، ۲۰۱۲년،شابک ‎۹۷۸۸۹۳۷۴۸۴۳۸۴
همه چیز دربارهٔ عاشقانه من. مینومسا، ۲۰۱۲.
۷. 『내 여자친구의 장례식 – 개정판』، 문학동네، ۲۰۰۹년،شابک ‎۹۷۸۸۹۵۴۶۰۸۸۱۷
مراسم تشییع جنازه دوست دختر من. Munhakdongne، ۲۰۰۹.
۸. 『국가의 사생활』، 민음사، ۲۰۰۹년،شابک ‎۹۷۸۸۹۳۷۴۸۲۵۶۴
زندگی خصوصی یک ملت. مینومسا، ۲۰۰۹.
۹. 『약혼』، 문학동네، ۲۰۰۶년،شابک ‎۹۷۸۸۹۵۴۶۰۱۴۹۸
نامزدی. Munhakdongne، ۲۰۰۶.
۱۰. 『그는 추억의 속도로 걸어갔다』، 민음사، ۲۰۰۵년،شابک ‎۹۷۸۸۹۳۷۴۲۰۲۷۶
او با سرعت حافظه راه رفت. مینومسا، ۲۰۰۵.
۱۱. 『전갈자리에서 생긴 일』، 작가정신، ۲۰۰۴년،شابک ‎۹۷۸۸۹۷۲۸۸۲۳۲۹
اتفاقی که در عقرب افتاد. Jakkajungsin، ۲۰۰۴.
۱۲. 『무정한 짐승의 연애』، 문학과지성사، ۲۰۰۴년،شابک ‎۹۷۸۸۹۳۲۰۱۴۹۳۷
عاشقانه یک هیولای بی رحم. Moonji، ۲۰۰۴.
۱۳. 『달의 뒤편으로 가는 자전거 여행』، 문학과지성사، ۲۰۰۴년،شابک ‎۹۷۸۸۹۳۲۰۱۴۹۲۰
دوچرخه سواری تا پشت ماه. Moonji، ۲۰۰۴.
شعر
۱. 『애인』، 민음사، ۲۰۱۲년،شابک ‎۹۷۸۸۹۳۷۴۰۸۰۰۷
عاشق. مینومسا، ۲۰۱۲.
۲. 『나무들이 그 숲을 거부했다』، 작가정신، ۲۰۰۴년،شابک ‎۹۷۸۸۹۷۲۸۸۲۳۳۶
درختان جنگل را رد کردند. Jakkajungsin، ۲۰۰۴.
۳. 『낙타와의 장거리 경주』، 세계사، ۲۰۰۲년،شابک ‎۹۷۸۸۹۳۳۸۱۱۱۸۴
مسابقه راه دور با شتر. Segyesa، ۲۰۰۲.

### آثار در ترجمه
1. نقد ادبی آسیا : پاییز ۲۰۱۵ (انگلیسی)
2. Vita privata di una nazione (ایتالیایی)

## جوایز
۱. ۲۰۱۵: شانزدهمین جایزه ادبیات لی مو یونگ